# زمن تخيلي

الزمن الحقيقي والتخيلي كمحورين متعامدين (بعدين)

الزمن التخيلي هو مصطلح علمي مستنتج من النظرية النسبية الخاصة ونظرية ميكانيكا الكم.
ببساطة إذا رسمنا الزمن الحقيقي كمحور يمتد من الماضي إلى المستقبل، فان الزمن التخيلي هو محور عمودي عليه. الزمن التخيلي ليس وهمياً بمعنى أنه ليس موجوداً لكنه يمضي بإتجاه مغير للزمن «التقليدي» . صاحب هذا الفكرة هو ستيفن هوكينغ.
الزمن التخيلي مفيد في علم الكونيات، حيث أنه يبسط التعامل الرياضي مع التفرد الجذبوي حيث علوم الفزياء التقليدية غير صالحة، بذلك الزمن التخيلي يساعد في فهم الانفجار العظيم.

## روابط خارجية
- The Beginning of Time — Lecture by Stephen Hawking which discusses imaginary time.
- Stephen Hawking's Universe: Strange Stuff Explained — PBS site on imaginary time.